# Verbandsliga 1910-1911
L'edizione 1910-11 della Verbandsliga vide la vittoria finale del Berliner TuFC Viktoria 89.
Capocannoniere del torneo fu Willi Worpitzky (Berliner TuFC Viktoria 89), con 4 reti.

## Partecipanti
| Squadra                   | qualificata come                                                           |
| SC Lituania Tilsit        | Campione del Baltischen Rasensport-Verbandes                               |
| FC Askania Forst          | Campione del Südostdeutschen Fußballverbandes                              |
| Berliner TuFC Viktoria 89 | Campione del Verbandes Berliner Ballspielvereine                           |
| TuFC Tasmania Rixdorf     | Campione del Märkischen Fußballbundes                                      |
| VfB Lipsia                | Campione del Verbandes Mitteldeutscher Ballspielvereine                    |
| FC Holstein Kiel          | Campione del Norddeutschen Fußballverbandes                                |
| Duisburger SpV            | Campione del Westdeutschen Spielverbandes                                  |
| Karlsruher FV             | Campione del Verbandes Süddeutscher Fußballvereine e detentore del titolor |

## Fase finale

### Quarti di finale
| Karlsruher FV | 4 – 0 | TuFC Tasmania Rixdorf |

| FC Askania Forst | 2 – 3 | VfB Lipsia |

| FC Holstein Kiel | 3 – 1 | Duisburger SpV |

| Berliner TuFC Viktoria 89 | non disputata | SC Lituania Tilsit |

l'SC Lituania Tilsit non si presentò a Berlino, sede della partita, per i costi proibitivi della trasferta

### Semifinali
| Karlsruher FV | 0 – 2 | VfB Lipsia |

| FV Holstein Kiel | 0 – 4 | Berliner TuFC Viktoria 89 |

### Finale
| Berliner TuFC Viktoria 89 | 3 – 1 | VfB Lipsia |

## Verdetti
- Berliner TuFC Viktoria 89 campione dell'Impero Tedesco 1910-11.